# Иссим
Исси́м (фр. Issime, алем. нем. Eischeme) — коммуна в Италии, располагается в автономном регионе Валле-д’Аоста.
Население составляет 404 человека (2008 г.), плотность населения составляет 12 чел./км². Занимает площадь 35 км². Почтовый индекс — 11020. Телефонный код — 0125.
Покровителем коммуны почитается святой апостол Иаков Зеведеев, празднование 25 июля.

## Галерея
- Приходской храм св.Иакова
- Приходской храм св.Иакова
- Здание трибунала баронов де Валэз

## Демография
Динамика населения: